# Jasbir Puar
Jasbir K. Puar es una teórica queer y profesora del Departamento de mujeres y estudios de género de la Universidad Rutgers. Es autora de los libros El derecho a mutilar y Ensamblajes terroristas: el homonacionalismo en tiempos queer. Ha escrito ampliamente sobre turismo LGBT, terrorismo, vigilancia, biopolítica y necropolítica, diversidad funcional, interseccionalidad, afectos, posthumanismo, homonacionalismo, pinkwashing y la ocupación israelí de Palestina.

## Carrera académica
Puar estudió el máster en Estudios de la Mujer en la Universidad de York y obtuvo su doctorado en Estudios Étnicos por la Universidad de California en Berkeley en 1999.
En su artículo "Tiempos queer, ensamblajes queer", publicado en 2005, Puar analizaba la guerra contra el terrorismo como un acoplamiento entre racismo, nacionalismo, patriotismo y terrorismo, indicando que se trata de una cuestión profundamente queer. Se centra en las corporalidades terroristas en oposición a los cuerpos patriotas normativos y argumenta que los discursos contraterroristas están intrínsecamente marcados por el género, la raza, la sexualidad y la nacionalidad. A través de un análisis de la respuesta estadounidense a la tortura y abuso de prisioneros en Abu Ghraib en 2004,  sostiene que los discursos contemporáneos sobre la sexualidad musulmana únicamente enmascaran y reproducen la creencia subyacente en el excepcionalismo estadounidense.
Puar critica el despliegue homonacionalista de los Estados Unidos como justificación de las violentas intervenciones estadounidenses de la guerra contra el terror. Estados Unidos alardea de su presunta tolerancia a la homosexualidad para asegurar una identidad contrapuesta a la opresión sexual de los países musulmanes. Esta opresión sirve como una excusa para que Estados Unidos intervenga militarmente con el fin de "liberar" a las mujeres y minorías sexuales oprimidas de otros países, mientras que al mismo tiempo oculta la desigualdad que estos mismos colectivos sufren en los Estados Unidos. El excepcionalismo estadounidense y el homonacionalismo son mutuamente constitutivos, mezclando los discursos de la doctrina del destino manifiesto, con una política exterior racista y un impulso para documentar lo desconocido y conquistarlo.
En el libro Ensamblajes terroristas: el homonacionalismo en tiempos queer, publicado en octubre de 2007, Puar describe las conexiones entre los discursos contemporáneos sobre los derechos LGBTI, la integración de las personas LGBTI al consumismo, el ascenso de la blanquitud, el imperialismo Occidental y la guerra contra el terrorismo. Puar argumenta que las ideologías tradicionales heteronormativas encuentran ahora acompañamiento en las ideologías homonormativas, replicando los mismos ideales jerárquicos referentes al mantenimiento de la dominación en los términos de raza, clase, género o nacionalidad; un conjunto de ideologías que considera homonacionalismo.

## Obra
- Ensamblajes terroristas (2007)
- Tecnociencia (2004)
- Homonacionalismo: la política queer después del 11 de septiembre (2012)
- El derecho a mutilar. Debilidad, capacidad, discapacidad. Ed. Bellaterra (2022). Traducción de Javier Sáez del Álamo.